# Единна зона за плащания в евро
Единната зона за плащания в евро (SEPA – Single Euro Payments Area) е зона в рамките на Европейския съюз за нареждане и получаване на плащания в евро при еднакви общи условия. Включва всички 27 държави членки на ЕС, както и Андора, Ватикана, Исландия, Лихтенщайн, Монако и Норвегия, Обединеното кралство, Сан Марино и Швейцария.
Инициативата има за цел да укрепи единния пазар и да насърчи европейската интеграция.